# Winter diary ～A7 Classical～
《Winter diary ～A7 Classical～》（Winter diary〜A7古典精選〜）是日本歌手濱崎步的古典混音專輯，於2015年12月23日在日本發行。

## 說明
- 繼《MY STORY Classical》、《A Classical》及《LOVE CLASSICS》之後，再次推出以古典音樂方式重新編曲、演奏的混音專輯。
- 本作以2015年發售的2張原創專輯《A ONE》與《sixxxxxx》中精選10首歌曲，重新以管弦樂編曲方式呈現。
- 「WARNING」、「NO FUTURE」、「The Show Must Go On」三首歌特別請到日本有名的小提琴家岡部磨知（日语：岡部磨知）參加演奏。
- 專輯中特別收錄擁有高人氣的「Summer diary」的續作，由小室哲哉作曲的新歌「Winter diary」。

## 收錄歌曲
1. WARNING
2. Step by step
3. Sorrows
4. Last minute
5. Summer diary
6. Sky high
7. NO FUTURE
8. Out of control
9. The GIFT
10. The Show Must Go On

［Special Track］
1. Winter diary（Original mix）※完全未發表新曲